# أيل آسيا الوسطى
أيل آسيا الوسطى أو الأيل البكتريني (الاسم العلمي: Cervus elaphus bactrianus) هو نويع من الأيليات الحمراء وهو يعيش بآسيا الوسطى. وهي مماثلة في البيئة إلى أيل يركند. فُصل كل نوع من بعضها البعض عن طريق جبال تيانشان.

## الخصائص
أيل آسيا الوسطى عادة يكون رمادي إلى رمادي مصفر مع لمعان، والردف رمادي أبيض، كما أن لديها علامة الشريط الظهري وعلى الشفة العليا والشفة السفلى والذقن تُكونُ هامشًا أبيض. وقرون فاتحة وعادة ما تكون هناك أربعة شوكات مع عدم وجود طينة بيز. تم تطويرها على نحو أفضل وتيني الرابعة من المجموعة الثالثة.

## مناطق تواجدها
- عُثر على هذه الأيائل في تركستان الغربية.

## الموائل

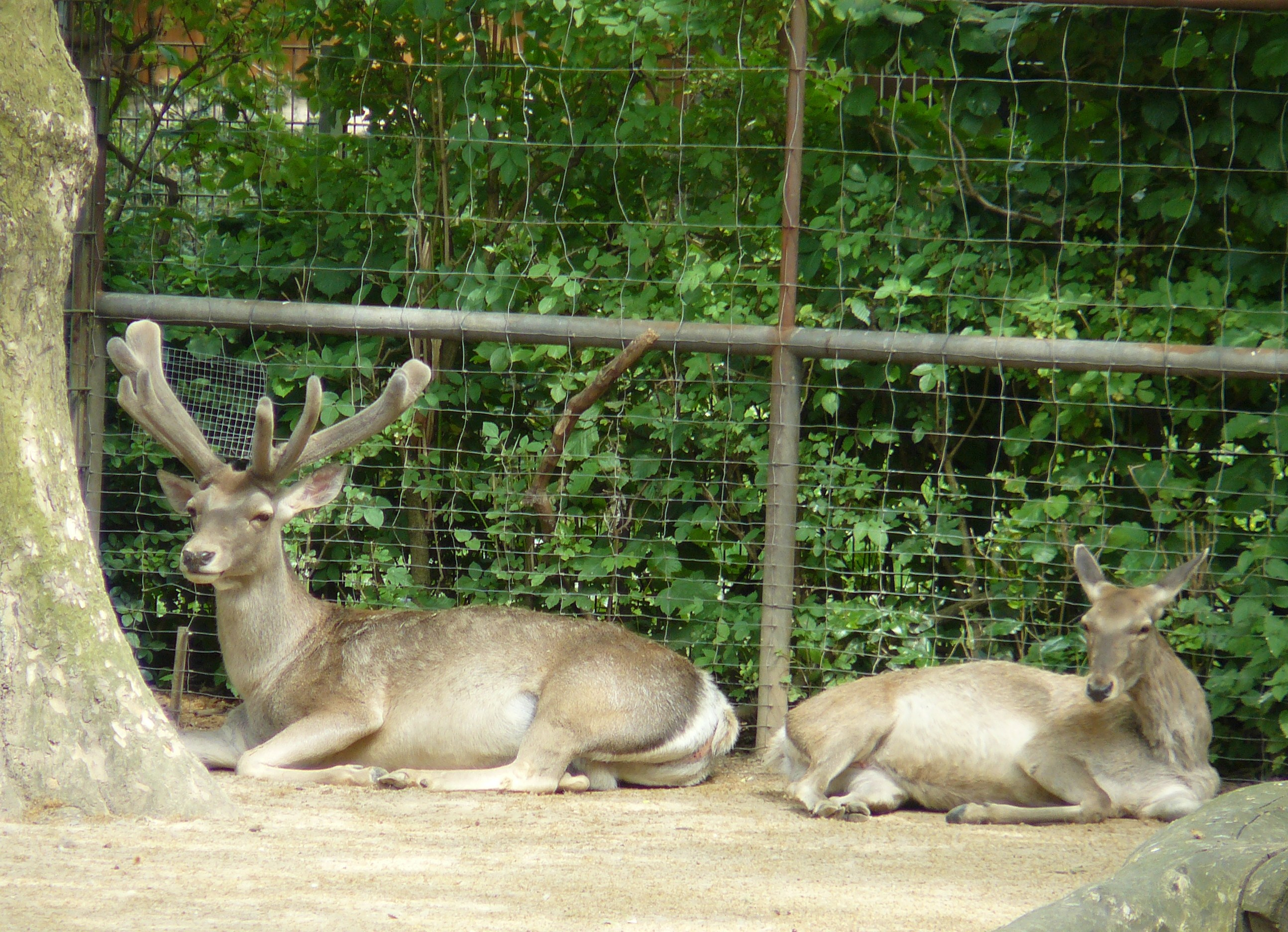
زوج من أيل بكتريني

بحلول عام 1999 كان يتواجد أكثر من 400 الأيائل البخارى . تقلص عددها بشكل كبير في معظم طاجيكستان بسبب الصراعات العسكرية. ومع ذلك، منذ ذلك الحين، إتخذت المنظمات البيئية خطوات لحفظ الأنواع. وعلاوة على ذلك، ينفذ الصندوق العالمي للطبيعة برنامج إعادة وتقديم أيل البخارى ليعود إلى الأماكن التي كان يسكنها ذات مرة . على سبيل المثال، أيائل البكتريني يعيشون في زارافشان فيأوزبكستان. ونتيجة لذلك، في عام 2006 أحصي حوالي 1000 أيل في آسيا الوسطى .